# Andor Deli
Andor Deli, cyr. Андор Дели (ur. 2 maja 1977 w Bečeju) – serbski polityk i prawnik narodowości węgierskiej, działacz mniejszości węgierskiej w Wojwodinie, wicepremier regionalnego rządu Wojwodiny, węgierski poseł do Parlamentu Europejskiego VIII i IX kadencji.

## Życiorys
Ukończył w 2000 studia prawnicze na Uniwersytecie w Nowym Sadzie. Praktykował w zawodzie prawnika, w 2004 zdał egzaminy zawodowe, a w 2008 uzyskał magisterium. Był również stypendystą jednej z fundacji założonych przez rząd niemiecki.
W 2001 przystąpił do Związku Węgrów Wojwodiny (SVM). W 2006 został urzędnikiem w administracji regionalnej Wojwodiny jako asystent jednego z sekretarzy. W 2010 wszedł w skład rządu regionalnego jako sekretarz ds. regulacji, administracji i wspólnot narodowych. W 2012 awansował na stanowisko wicepremiera Wojwodiny, obejmując również funkcję sekretarza ds. edukacji, spraw rządowych i wspólnot narodowych.
W 2014 przyjął propozycję kandydowania w wyborach europejskich z listy węgierskiej koalicji Fidesz-KDNP, uzyskując mandat eurodeputowanego VIII kadencji. W 2019 z powodzeniem ubiegał się o reelekcję.

## Życie prywatne
Żonaty, ma dwoje dzieci. Oprócz języka serbskiego i węgierskiego deklaruje również znajomość angielskiego i niemieckiego.